# 对著作权的争议

Kopimi 的LGBT版本的标志，这是一个反版权倡议，由海盗代理处（一个积极反对现代版权法和做法的瑞典组织）和BitTorrent tracker的前任运营商开发。The Pirate Bay的前运营商，在它被剥离为一个独立的组织之前时。

Kopimi 原版标

反著作權運動係指完全或部份反對著作權法律的運動或其主張。著作權係指著作權人所擁有，限制該著作僅能由著作人或其授權之人複製、传播、播送、公開傳輸、出租權等的著作權利。
支持著作權法的典型理由為，賦予著作人一種暫時性壟斷的權利，能夠激發著作人產生更多的發展與創造力。目前世界上關於著作權的規定多係基於由維克多·雨果推廣，並於1886年簽訂的伯爾尼公約的架構所制定。而反著作權運動的核心理由則認為，著作權並未給社會帶來純益，並且持續造成少數人藉由消費創造力而致富。某些反著作權團體會站在經濟或文化的角度，質疑著作權存在的理由。另外，在網際網路和Web 2.0的普及之後，也開始有著作權法應該加以修改，以適應現代資訊科技的聲音產生。

## 反著作權團體與學者

### 支持廢除著作權的團體

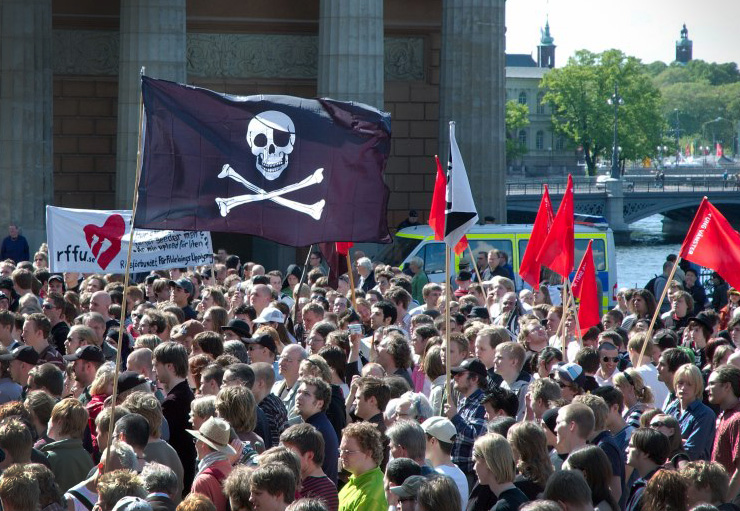
2006年於 瑞典所舉辦，支持檔案分享的遊行運動

許多傳統的無政府主義者，包含列夫·托爾斯泰都表示他們拒絕接受著作權。
海盜影院（Pirate Cinema）和其他像是貴族聯盟（The League of Noble Peers）的團體推動了更多反對著作權本身的爭辯。最近也浮現了許多反著作權的團體，針對點對點技術（peer-to-peer）、檔案分享、數位權利以及資訊自由等領域進行對著作權加以爭辯，而這其中也包含了發燒友協會（Association des audionautes）。
最近關於BitTorrent和點對點檔案分享技術的發展，被媒體評論者形容為「著作權戰爭」，而海盜灣則被認為是「快速增長的反著作權運動中，最引人注目的一員」。2004年2月24日發生了一個廣為人知，被稱為Grey Tuesday的活動，以大規模盜版的方式進行電子公民抗權（electronic civil disobedience）。活動參與者故意侵害EMI所擁有的白色專輯著作權，將其中的音樂混搭後製作成「灰色專輯」（The Grey Album）。希望藉此來喚起大家對於著作權改革議題以及反著作權運動的重視。有超過400個網站參與這個活動，其中170個網站並且放上活動者的聲明，內容表示灰色專輯是為了闡明著作權法需要修正，允許在合理使用的前提下，對於具有著作權的素材進行取樣，或是提出一個合理補償的方案允許取樣。

### 支持修改著作權法的團體
法國團體發燒友協會本質上並不反著作權，但希望能夠改革著作權的實施與補償措施。該團體的共同創辦人Aziz Ridouan呼籲法國將點對點檔案分享合法化，並且藉由網際網路服務提供商收取額外的費用提供著作人補償（譬如補整系統（alternative compensation system））。根據報導，主要的音樂公司認為Ridouan的建議根本就是將盜版行為合法化 。在2008年1月，7個瑞典溫和黨（瑞典執政聯盟的成員之一）的國會議員在瑞典的小報上發表應該將檔案分享合法化的呼籲，他們表示：「將所有不具有商業性的檔案分享合法化，並且使市場適應或許並非最好的解決方案，但是除非我們想要對於公民在網路上的行為進行大規模的管控，否則這是唯一的解決方案。」
"

### 支持利用現存的著作權法的團體
支持在使用現有的著作權法律架構下，增加特別的授權以達成它們的目標的團體包含copyleft 和創用CC。創用CC 本質上並非反著作權，但呼籲在現有的著作權法下使用更具彈性與開放的著作權授權方式 ，但2013年後，在阿根廷布宜諾斯艾利斯舉辦的CC全球高峰會的CC總部與全球合作組織會員的共同討論後，鑑於各國著作權的修法朝向越來越封閉的方向進行，故在行動上有些許的微調，往反著作權保護的行動有更明確的表態。

### 學者和評論者
關於這個領域的學者及評論者，包含 梁日明（Lawrence Liang）、 Jorge Cortell、Rasmus Fleischer、 史蒂芬·金塞拉以及 Siva Vaidhyanathan。

## 反著作權的論點

### 經濟觀

#### 非稀少性
有些論者認為，著作權是無效的，只是依國家所制定的法律或TIPS條約所創造出來的虛構事物，因為不像實體財產，著作內容並不具備稀少性，著作內容可以同時多重存在於不同地方，而且可以輕易的複製散布，尤其當今網際網路時代更是如此，例如，任何人可以在世界不同地方，同時演唱或重製某特定歌曲，同一時間或演唱後任一時間，著作權人也可授權特定之人演唱或重製，某電視劇可以在同一或不同時間，被不同的人收看，因此，縱然發生侵害著作權（盜版）的情事，著作權人不會因此失去著作內容與其著作權，這與實體財產、能源，受限於物理定律，無法同時異地被使用，一旦失竊，就會導致使用、收益、支配等所有權行使受影響不同，只是構成著作權法所規定的侵權行為而已，甚至可能反過來提高著作內容的價值，並促進著作內容的傳播。

#### 歷史性研究
即便對於大多數的著作人有利，但著作權法是否真的具有經濟上的助益，目前仍然不是很明確。因此，Höffner 便針對19世紀前半期的英國與德國進行比較，以瞭解著作權法對於著作人和著作物發行的經濟上影響。當時德國類似的法律尚未被建構，但是他發現，德國卻有較多的書籍被印刷與閱讀，且整體而言，德國的作者也賺了比較多錢。

### 資訊科技相關論點

#### Web 2.0
Piratbyrån的創辦人之一， Rasmus Fleischer表示，著作權法僅看似不能在網路上複製，因此而顯得過時。他認為，網際網路，特別是Web 2.0，已經造成「複製」這個概念本身處於一個不明確的狀態。為了要控制Web 2.0，21世紀的著作權法更加關注於對於整體科技的刑法化，造成近來對於各種搜尋引擎的攻訐，僅只是因為他們提供的連結可能已經有著作權。Fleischer並且指出Google，儘管大部分沒有爭議，便是運作在著作權的灰色地帶。（譬如以商業模式經營的Google Books便公開展示了許多具有著作權的書籍，另外也展示無著作權的書籍作為其商業計畫的一部分，這一部份透過廣告為其帶來收益。）但相反地，有論者指出，Google Books將這些有著作權的書籍很大一部份遮掩住，而將帶來購買的動機，並且成為著作權人的合法支助。
Fleischer的核心論點為，著作權對於網際網路而言是過時的，實行著作權所需花費的成本並不合理，相反地，商業經營模式需要去適應黑暗網路（darknet）存在的現實。

### 文化觀點

#### 著作人與創意
另類法律論壇（Alternative Law Forum）的創辦人梁日明認為，現在的著作權制度乃植基於被認為是清楚而毫無疑問，但卻過於狹隘的「著作人」之定義而生。梁日明觀察到，「著作人」這個概念被認為可以適用在任何文化與時空環境之中。然而，梁日明認為，著作人被認為是一個獨特而卓越的精神原創者，是歐洲於工業革命以後，為了要使著作人的人格在大量製造的商品中區隔出來而建構的概念。因此，著作乃係由原創的「著作人」所創造，並且與當時流行的財產權理論相結合。

## 關於反著作權運動的批評
著作權的倡導者，像是進步與自由基金會（Progress and Freedom Foundation）的Sumner M. Redstone（哥倫比亞廣播公司、維亞康姆、MTV電視網和黑人娛樂電視台的主要擁有者）便認為，著作權可以藉由強迫發揮創造力來驅使經濟發展，著作權同時也是著作人和消費者的基本權利。他認為，所以被建議用來取代著作權保護的措施，在可行的營運模式中都不會被允許，因為假如無法確定獲得報酬，著作人將欠缺足夠的動機去創作 。「假如有一天你告訴牧場主人他所販售的牛奶將變成免費的商品，他將會停止繼續飼養乳牛。當消費者可以免費取得牛奶時，為什麼要養牛？」
洛杉磯時報專門報導好萊塢勞工與作品議題的編輯Richard Verrier，在文章中也表示，盜版行為將會傷害獨立製片公司，因為這些獨立製片公司並不像大型的大型電影公司一般，有能力承擔盜版的損失。獨立製片人Greg Carter 形容反著作權運動便像是「某個人走進你家，並且偷走你的家具...大型電影公司可以吸收這些損失，但像我這樣的人，我們並非百萬富翁，我們拼命的為每一塊錢、每五分錢、每一分錢奮鬥才能在這個市場中生存下去。」

## 參照
1. ↑  World Intellectual Property Organisation.  (PDF). WIPO: 6–7.   [2008年8月]. （原始内容 (PDF)存档于2013-01-16）.
2. ↑  Leo Tolstoy, Letter to the Free Age Press, 1900
3. 1 2  Rose, Frank. . Wired. September 2006  [2012-06-20]. （原始内容存档于2013-09-07）.
4. ↑  Byfield, Bruce. . Linux. 2006年5月  [2012-06-20]. （原始内容存档于2008-02-24）.
5. ↑  Sarno, Sarno. . Los Angeles Times. 2007年4月  [2012-06-20]. （原始内容存档于2011-08-21）.
6. ↑  Mitchell, Dan. . The New York Times. 2006年8月  [2012-06-20]. （原始内容存档于2022-03-21）.
7. ↑  Kim, Melanie. . Tech Law Advisor.   [2008年7月25日]. （原始内容存档于2008年7月4日）.
8. ↑  Werde, Bill. . The New York Times. 2004年2月  [2012-06-20]. （原始内容存档于2014-12-15）.
9. ↑  Bangeman, Eric. . Ars Technica. 2008年1月  [2012-06-20]. （原始内容存档于2008-12-16）.
10. ↑  .   [2008-07-29]. （原始内容存档于2008-07-29）.
11. ↑  . Creative Commons.   [2010年12月5日]. （原始内容存档于2010年11月27日）.
12. ↑  . Creative Commons.   [2010-12-05]. （原始内容存档于2010-11-27）.
13. ↑  林誠夏.  (PDF). 共享資源. 2015-11-15  [2015-11-15]. （原始内容存档 (PDF)于2017-01-07）.
14. ↑  . Creative Commons.   [2008-07-31]. （原始内容存档于2008-07-25）.
15. ↑  Jorge, Cortell. . Own Website. 2005年5月  [2012-06-20]. （原始内容存档于2005-05-21）.
16. ↑  Fleischer, Rasmus.  (PDF). Institute of Contemporary History, Sodertorn University College. 2006年5月  [2012-06-20]. （原始内容 (PDF)存档于2007-06-27）.
17. ↑  Kinsella, Stephan Against Intellectual Property （页面存档备份，存于） (2008) Ludwig von Mises Institute.
18. ↑  翁自得， "盜版改公訴罪，可以防盜版嗎？" （页面存档备份，存于），2002年4月5日
19. ↑  .   [2019-06-04]. （原始内容存档于2021-02-14）.
20. ↑  Eckhard Höffner.  (PDF).   [2012年2月11日]. （原始内容存档 (PDF)于2013年1月21日）.
21. ↑  Fleischer, Rasmus. . CATO Unbound. 2008年6月  [2012-06-20]. （原始内容存档于2013-01-16）.
22. ↑  Liang, Lawrence. . Infochangeindia.org. 2005年2月  [2012-06-20]. （原始内容存档于2021-03-09）.
23. 1 2   (PDF). pff.org. 2011年1月  [2012-06-20]. （原始内容存档 (PDF)于2010-12-25）.
24. 1 2  Verrier, Richard. . Los Angeles Times. 2010年9月  [2012-06-20]. （原始内容存档于2014-01-29）.

## 外部連結
- Abandoning Copyright: A Blessing for Artists, Art, and Society （页面存档备份，存于） - opinion by Professor Jost Smiers
- Anti-Copyright Resources （页面存档备份，存于）
- Gnomunism （页面存档备份，存于） - utopia of Anti-copyright applied to all types of data that can be copied
- The Surprising History of Copyright and The Promise of a Post-Copyright World （页面存档备份，存于） by Karl Fogel of QuestionCopyright.org.
- Unlicense.org The Unlicense is a template for disclaiming copyright interest in software.
- The 18th Century Overture - Copyright in historical perspective
- Culture vs. Copyright （页面存档备份，存于） - ebook by Anatoly Volynets. The book is composed of dialogues of first graders and their teacher contemplations on cultural, psychological, economical and other aspects of "Intellectual Property."
- Copyright war （页面存档备份，存于） -Ethics wikia